# 日本解剖学会
一般社団法人日本解剖学会（にほんかいぼうがっかい、英文名 Japanese Association of Anatomists）は、解剖学に関する学理及びその応用についての研究発表、知識の交換、会員相互及び内外の学術団体との連携協力を行うことにより、解剖学及び解剖学教育の進歩普及を図り、もってわが国の学術の発展と国民の福祉に寄与することを目的として1893年に創立された学会。学会事務所を、東京都豊島区駒込1-43-9 駒込TSビル4F（一財）口腔保健協会内に置いている。

## 沿革
- 1893年解剖学会創立
- 1928年解剖学雑誌発刊
- 2013年一般社団法人へ移行

## 総会
日本解剖学会総会・全国学術集会
- 年1回開催（３月頃）

## 機関誌
- 解剖学雑誌（年間1回発行、2350部） [3]
- Anatomical Science International（年間4回発行、2350部）